# Associazione Nazionale Partigiani d’Italia

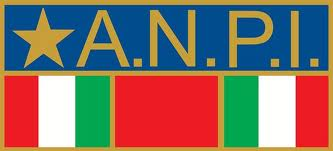
Logo

Die Associazione Nazionale Partigiani d’Italia (kurz A.N.P.I. oder ANPI, deutsch Nationale Vereinigung der Partisanen Italiens) wurde 1944 in Rom von Mitgliedern der Resistenza, der italienischen Widerstandsbewegung gegen den Faschismus und die nationalsozialistische Besatzung, gegründet. Zu diesem Zeitpunkt war der Befreiungskampf im Norden Italiens noch in vollem Gange.
Die im ANPI vereinigten Brigaden hatten hauptsächlich im Norden und der Mitte Italiens gegen das faschistische Regime Italiens und die deutsche Besatzung während des Zweiten Weltkriegs gekämpft.
Ab 2006 hat ANPI beschlossen, die Mitgliedschaft für alle Antifaschisten zu öffnen, die sich in ihren Programmen und Zielen wiedererkennen. Seitdem haben sich viele junge Menschen dem Verein angeschlossen, der 2019 über 120.000 Mitglieder zählt. Präsident ist Gianfranco Pagliarulo.
Die ANPI ist Mitglied der Internationalen Föderation der Widerstandskämpfer (FIR).

## Geschichte

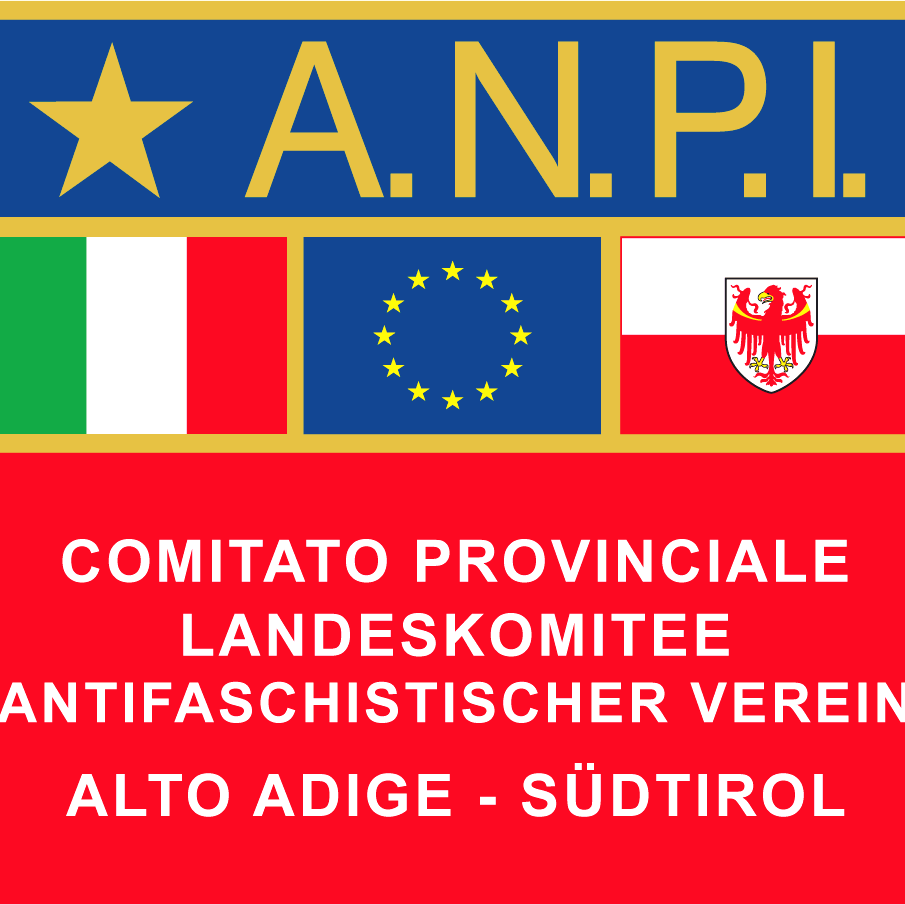
Zweisprachiges Emblem der Südtiroler Sektion der ANPI

Gegründet wurde die Associazione Nazionale Partigiani d’Italia (ANPI) am 6. Juni 1944 in Rom – zwei Tage nach der Befreiung der Stadt am 4. Juni 1944 – von Freiwilligen und ehemaligen Militärangehörigen, die am Partisanenkampf in Mittelitalien beteiligt waren. Norditalien befand sich zu diesem Zeitpunkt noch unter nationalsozialistischer Besatzung, während Süditalien seit dem Waffenstillstand zwischen dem Königreich Italien und den Alliierten am 8. September 1943 schon befreit war.
Nach der Befreiung breitete sich ANPI im ganzen Land aus, sogar in Süditalien: Hier war es selten zu Widerstandskämpfen gekommen, dennoch kamen viele der Partisanen, die in den Formationen in Mittel- und Norditalien und im Ausland (Jugoslawien, Albanien, Griechenland, Frankreich) gekämpft hatten, gerade aus diesen Gebieten.
Ab dem 5. April 1945, dem Jahr, in dem die ANPI den Status einer gemeinnützigen Organisation erhielt, vereinigte sie unter ihrem Dach alle italienischen Partisanengruppierungen, geführt von einem Rat aus Vertretern der verschiedenen Formationen, die während des Krieges operativ tätig gewesen waren (Brigate Garibaldi, Giustizia e Libertà der Aktionspartei, Brigate Autonome, Brigate Matteotti, Brigate Mazzini, Brigate del Popolo von Enrico Mattei).
Bereits auf dem ersten Nationalkongress, der 1947 in Rom stattfand, traten unterschiedliche Auffassungen zwischen den verschiedenen Fraktionen in Bezug auf innen- und außenpolitische (d. h. kalter Krieg) Fragen zu Tage, die zu Abspaltungen führten: So bildeten die katholischen und autonomen Formationen 1948 die Italienische Föderation der Freiwilligen der Freiheit (FIVL), während die Gruppen um die Giustizia e Libertà im Jahr 1949 ebenfalls einen eigenen Verband, die Federazione Italiana delle Associazioni Partigiane (FIAP) gründeten.
Inzwischen gibt es auch in drei deutschen Städten Sektionen der ANPI: in Berlin, Köln und Frankfurt am Main.

## Ziele
ANPIs Ziele sind die Pflege der historischen Rolle des Partisanenkrieges durch Forschung, Lehraktivitäten, und die Sammlung von Biografien. Sie kämpft gegen Geschichtsrevisionismus und für die in der Verfassung der Italienischen Republik von 1948 festgeschriebenen Ideale Freiheit und Demokratie. ANPI spielt eine aktive Rolle in der italienischen Gesellschaft bei der Verteidigung der Grundprinzipien der Verfassung und wirkt jedem Ausdruck des Neofaschismus entgegen. Sie zeichnete sich insbesondere durch ihren Beitrag zur Bekämpfung des Terrorismus in den 1970er Jahren und durch die Kampagne gegen den Vorschlag zur Revision der Verfassung von 2006 aus.

## Mitglieder
Im Unterschied zu anderen Veteranenvereinigungen können der ANPI über die in Artikel 23 ihres Statuts genannten Kategorien hinaus („Partisanen, Patrioten, Angehörige der Streitkräfte, die nach dem Waffenstillstand gegen die deutschen Besatzer gekämpft haben, die inhaftiert oder während des Befreiungskrieges aus politischen oder aus rassistischen Gründen deportiert wurden, internierte Soldaten und diejenigen, die sich nicht der RSI – Italienische Sozialrepublik, Mussolinis Marionettenregierung in Norditalien – angeschlossen haben“), alle erwachsenen Bürger beitreten, ohne Altersunterschied, die ihre Übereinstimmung mit den Zielen des Vereins erklären und mit ihrer Unterschrift bezeugen, dass sie „Antifaschisten“ sind. Seit 2007 kann dieser erweiterte Personenkreis auch in die Leitungsgremien des Vereins berufen werden.
Diese Möglichkeit, die 2006 auf dem 14. Kongress eingeführt wurde, ermöglichte der ANPI die Initiierung eines Generationswechsels; 2019 gehörten dem Verband etwa 120.000 Mitglieder an.
Im Juni 2010 konnte eine Kampagne viele Künstler und Intellektuelle als Mitglieder gewinnen, darunter Marco Bellocchio, Andrea Camilleri, Massimo Carlotto, Liliana Cavani, Roberto Citran, Cristina und Francesca Comencini, Vincenzo Consolo, Simone Cristicchi, Emma Dante, Giancarlo De Cataldo, Sabrina Ferilli, Dario Fo, Matteo Garrone, Giorgia, Irene Grandi, Ugo Gregoretti, Monica Guerritore, Margherita Hack, Fiorella Mannoia, Mario Monicelli, Giuliano Montaldo, Claudia Mori, Michele Placido, Franca Rame, Vauro Senesi, Toni Servillo, Paolo Sorrentino, Nadia Urbinati und Gustavo Zagrebelsky.
Am 3. November 2017, nach dem Rücktritt von Carlo Smuraglia, dem letzten Präsidenten, der noch aktiv am antifaschistischen Befreiungskampf während des Krieges teilnahm, wurde Carla Nespolo als erste Frau und als erste überparteiliche Kandidatin zur Präsidentin der ANPI gewählt, während Smuraglia zum „emeritierten Präsidenten“ ernannt wurde. Carla Nespolo starb im Oktober 2020 als erste Präsidentin im Amt. Ende des Monats wurde der scheidende Vizepräsident Gianfranco Pagliarulo zum neuen Präsidenten gewählt.

## Präsidenten der A.N.P.I.
- Arrigo Boldrini (Dezember 1947 – Februar 2006)
- Agostino "Tino" Casali (Februar 2006 – Juni 2009)
- Raimondo Ricci  (Juni 2009 – April 2011)
- Carlo Smuraglia (April 2011 – November 2017)
- Carla Federica Nespolo (November 2017 – 4. Oktober 2020)[9]
- Gianfranco Pagliarulo (Oktober 2020 –)

## Patria Indipendente
ANPI veröffentlicht eine Monatszeitschrift namens Patria Indipendente (dt. Unabhängige Nation), seit 2015 nur noch digital.

## Festival
Seit 2008 veranstaltet die ANPI alle zwei Jahre ein landesweites Festival. Neben Konzerten gibt es Meetings und Debatten zu den Themen Antifaschismus, Frieden und Demokratie.